# أقلية وطن

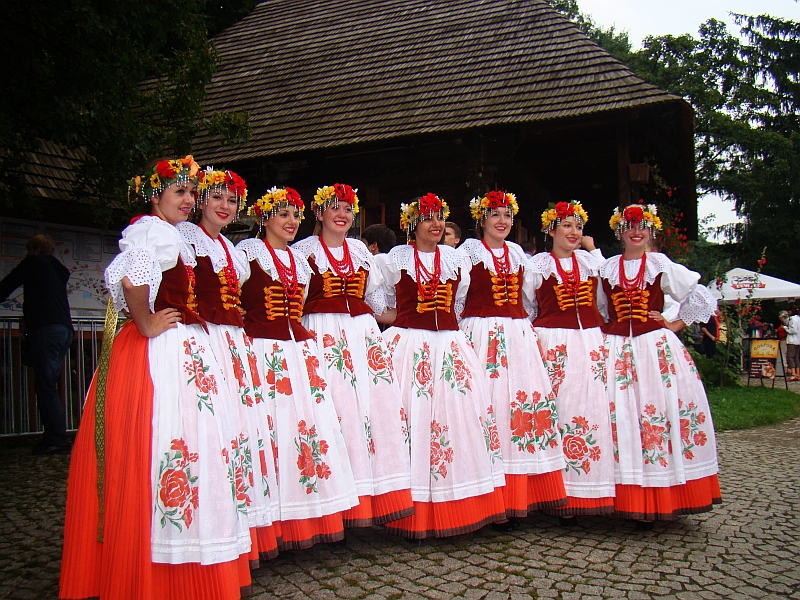

أقلية وطن أو أصلانيون هم مجموعة من سكان أرض ما بقوا في أرضهم رغم احتلالها من قبل قوة أو شعب آخر. أصبح السكان الأصليون أقلية بسبب ممارسة المحتل، سواء قام المحتل بتهجير أغلب السكان الأصليين وجلب شعب جديد ليستوطن أرضهم، كما هي الحالة في فلسطين، أو لم يطرد أصحاب الأرض خارج الوطن وإنما كان عدد المستوطنين الجدد أكبر من عدد السكان الأصلانيين الذين يدفع أغلبهم للعيش في مناطق نائية ومنزوية، كحالة الأبوريجين في أستراليا والهنود الحمر في أمريكا الشمالية. 
يفقد الأصلانيون في هذه الحالة السلطة والسيادة على وطنهم وعلى أمورهم ويعيشون تحت سيادة المحتل وقوانينه الجديدة، يعانون من سياسة إقصاء وتمييز عنصري، وتكون حقوقهم منقوصة مقارنة بحقوق المحتلين.